# Золотая малина (премия, 2003)
23-я церемония объявления лауреатов премии «Золотая малина» за сомнительные заслуги в области кинематографа за 2002 год состоялась 22 марта 2003 года в Sheraton Hotel (Санта-Моника, Калифорния).

## Статистика
| Фильм                                                                                  | номинации | победы |
| -------------------------------------------------------------------------------------- | --------- | ------ |
| • Перекрёстки / Crossroads                                                             | 9         | 2      |
| • Унесённые / Swept Away                                                               | 7         | 5      |
| • Звёздные войны. Эпизод II: Атака клонов / Star Wars Episode II: Attack of the Clones | 7         | 2      |
| • Пиноккио / Pinocchio                                                                 | 6         | 1      |
| • Приключения Плуто Нэша / The Adventures of Pluto Nash                                | 5         | -      |
| • Обмануть всех / I Spy                                                                | 3         | -      |
| • Миллионер поневоле / Mr. Deeds                                                       | 3         | -      |
| • Умри, но не сейчас / Die Another Day                                                 | 2         | 1      |
| • Шоу начинается / Showtime                                                            | 2         | -      |
| • Восемь безумных ночей / Eight Crazy Nights                                           | 2         | -      |
| • Скуби-Ду / Scooby-Doo                                                                | 2         | -      |

## Список лауреатов и номинантов
Победители выделены отдельным цветом. 
| Категории                         | Лауреаты и номинанты                                                                                    | Лауреаты и номинанты | Лауреаты и номинанты | Лауреаты и номинанты |
| --------------------------------- | --- | --- | --- | --- |
| Худший фильм                      | • Унесённые / Swept Away (Screen Gems)                                                                  | • Унесённые / Swept Away (Screen Gems) | • Унесённые / Swept Away (Screen Gems) | • Унесённые / Swept Away (Screen Gems) |
| Худший фильм                      | • Приключения Плуто Нэша / The Adventures of Pluto Nash (Warner Bros.)                                  | | | |
| Худший фильм                      | • Перекрёстки / Crossroads (Paramount)                                                                  | | | |
| Худший фильм                      | • Пиноккио / Pinocchio (Miramax)                                                                        | | | |
| Худший фильм                      | • Звёздные войны. Эпизод II: Атака клонов / Star Wars Episode II: Attack of the Clones (Fox, Lucasfilm) | | | |
| Худший ремейк или сиквел          | • Унесённые / Swept Away                                                                                | • Унесённые / Swept Away | • Унесённые / Swept Away | • Унесённые / Swept Away |
| Худший ремейк или сиквел          | • Обмануть всех / I Spy                                                                                 | | | |
| Худший ремейк или сиквел          | • Миллионер поневоле / Mr. Deeds                                                                        | | | |
| Худший ремейк или сиквел          | • Пиноккио / Pinocchio                                                                                  | | | |
| Худший ремейк или сиквел          | • Звёздные войны. Эпизод II: Атака клонов / Star Wars Episode II: Attack of the Clones                  | | | |
| Худшая мужская роль               | Роберто Бениньи                                                                                         | • Роберто Бениньи, Брекин Мейер — «Пиноккио» | • Роберто Бениньи, Брекин Мейер — «Пиноккио» | • Роберто Бениньи, Брекин Мейер — «Пиноккио» |
| Худшая мужская роль               | Роберто Бениньи                                                                                         | • Эдди Мёрфи — | «Приключения Плуто Нэша» (за роль Плуто Нэша), «Обмануть всех» (за роль Келли Робинсона), «Шоу начинается» (за роль офицера полиции Трея Селларса) | «Приключения Плуто Нэша» (за роль Плуто Нэша), «Обмануть всех» (за роль Келли Робинсона), «Шоу начинается» (за роль офицера полиции Трея Селларса) |
| Худшая мужская роль               | Роберто Бениньи                                                                                         | • Адам Сэндлер — | «Восемь безумных ночей» (за озвучку Дэйви Стоуна / Уайти / Элеоноры / оленя), «Миллионер поневоле» (за роль Лонгфелло Дидза)                       | «Восемь безумных ночей» (за озвучку Дэйви Стоуна / Уайти / Элеоноры / оленя), «Миллионер поневоле» (за роль Лонгфелло Дидза)                       |
| Худшая мужская роль               | Роберто Бениньи                                                                                         | • Стивен Сигал — «Ни жив, ни мёртв» (за роль Саши Петросевича) | | |
| Худшая мужская роль               | Роберто Бениньи                                                                                         | • Адриано Джаннини — «Унесённые» (за роль Джузеппе Эспозито) | | |
| Худшая женская роль               | Бритни Спирс                                                                                            | • Бритни Спирс — «Перекрёстки» (за роль Люси Вагнер) | • Бритни Спирс — «Перекрёстки» (за роль Люси Вагнер)                                                                                               | Мадонна |
| Худшая женская роль               | Бритни Спирс                                                                                            | • Мадонна — «Унесённые» (за роль Эмбер Лейтон) | | Мадонна |
| Худшая женская роль               | Бритни Спирс                                                                                            | • Дженнифер Лопес — | «С меня хватит» (за роль Слим Хиллер), «Госпожа горничная» (за роль Марисы Вентура)                                                                | Мадонна |
| Худшая женская роль               | Бритни Спирс                                                                                            | • Анджелина Джоли — «Жизнь или что-то вроде того» (за роль Лени Керриган)                                                                                            | | Мадонна |
| Худшая женская роль               | Бритни Спирс                                                                                            | • Вайнона Райдер — «Миллионер поневоле» (за роль Бэйб Беннетт) | | Мадонна |
| Худшая мужская роль второго плана | Хейден Кристенсен                                                                                       | • Хейден Кристенсен — «Звёздные войны. Эпизод II: Атака клонов» (за роль Энакина Скайуокера)                                                                         | • Хейден Кристенсен — «Звёздные войны. Эпизод II: Атака клонов» (за роль Энакина Скайуокера)                                                       | • Хейден Кристенсен — «Звёздные войны. Эпизод II: Атака клонов» (за роль Энакина Скайуокера)                                                       |
| Худшая мужская роль второго плана | Хейден Кристенсен                                                                                       | • Кристофер Уокен — «Деревенские медведи» (за роль Рида Тимпла) | | |
| Худшая мужская роль второго плана | Хейден Кристенсен                                                                                       | • Робин Уильямс — «Убить Смучи» (за роль Рэйнбоу Рэндольфа) | | |
| Худшая мужская роль второго плана | Хейден Кристенсен                                                                                       | • Фредди Принц мл. — «Скуби-Ду» (за роль Фреда) | | |
| Худшая мужская роль второго плана | Хейден Кристенсен                                                                                       | • Том Грин — «Мой криминальный дядюшка» (за роль Уолтера П. «Даффа» Даффи)                                                                                           | | |
| Худшая женская роль второго плана | Мадонна                                                                                                 | • Мадонна — «Умри, но не сейчас» (за роль Верити) | • Мадонна — «Умри, но не сейчас» (за роль Верити)                                                                                                  | • Мадонна — «Умри, но не сейчас» (за роль Верити)                                                                                                  |
| Худшая женская роль второго плана | Мадонна                                                                                                 | • Бо Дерек — «Мастер перевоплощения» (за роль самой себя) | | |
| Худшая женская роль второго плана | Мадонна                                                                                                 | • Лара Флинн Бойл — «Люди в чёрном 2» (за роль Серлины) | | |
| Худшая женская роль второго плана | Мадонна                                                                                                 | • Ребекка Ромейн — «Роллербол» (за роль Авроры) | | |
| Худшая женская роль второго плана | Мадонна                                                                                                 | • Натали Портман — «Звёздные войны. Эпизод II: Атака клонов» (за роль Падме Амидалы)                                                                                 | | |
| Худший режиссёр                   | Гай Ричи                                                                                                | • Гай Ричи за фильм «Унесённые» | • Гай Ричи за фильм «Унесённые» | • Гай Ричи за фильм «Унесённые» |
| Худший режиссёр                   | Гай Ричи                                                                                                | • Рон Андервуд — «Приключения Плуто Нэша» | | |
| Худший режиссёр                   | Гай Ричи                                                                                                | • Тамра Дэвис — «Перекрёстки» | | |
| Худший режиссёр                   | Гай Ричи                                                                                                | • Роберто Бениньи — «Пиноккио» | | |
| Худший режиссёр                   | Гай Ричи                                                                                                | • Джордж Лукас — «Звёздные войны. Эпизод II: Атака клонов» | | |
| Худший сценарий                   | Джордж Лукас                                                                                            | • Джордж Лукас и Джонатан Хейлс — «Звёздные войны. Эпизод II: Атака клонов»                                                                                          | • Джордж Лукас и Джонатан Хейлс — «Звёздные войны. Эпизод II: Атака клонов»                                                                        | • Джордж Лукас и Джонатан Хейлс — «Звёздные войны. Эпизод II: Атака клонов»                                                                        |
| Худший сценарий                   | Джордж Лукас                                                                                            | • Нил Катберт — «Приключения Плуто Нэша» | | |
| Худший сценарий                   | Джордж Лукас                                                                                            | • Шонда Раймс — «Перекрёстки» | | |
| Худший сценарий                   | Джордж Лукас                                                                                            | • Винченцо Черами и Роберто Бениньи — «Пиноккио» | | |
| Худший сценарий                   | Джордж Лукас                                                                                            | • Гай Ричи — «Унесённые» | | |
| Худший актёрский дуэт             | Адриано Джаннини                                                                                        | • Адриано Джаннини и Мадонна — «Унесённые» | • Адриано Джаннини и Мадонна — «Унесённые» | Мадонна |
| Худший актёрский дуэт             | Адриано Джаннини                                                                                        | • Бритни Спирс и «Как бы Его не звали» — «Перекрёстки» | | Мадонна |
| Худший актёрский дуэт             | Адриано Джаннини                                                                                        | • Роберто Бениньи и Николетта Браски — «Пиноккио» | | Мадонна |
| Худший актёрский дуэт             | Адриано Джаннини                                                                                        | • Эдди Мёрфи с Робертом Де Ниро в фильме «Шоу начинается», или с Оуэном Уилсоном в фильме «Обмануть всех», или с клоном Плуто Нэша в фильме «Приключения Плуто Нэша» | | Мадонна |
| Худший актёрский дуэт             | Адриано Джаннини                                                                                        | • Хейден Кристенсен и Натали Портман — «Звёздные войны. Эпизод II: Атака клонов»                                                                                     | | Мадонна |
| Худшая песня к фильму             | • I’m Not a Girl, Not Yet a Woman — «Перекрёстки» — авторы: Макс Мартин, Рами Якуб и Dido               | • I’m Not a Girl, Not Yet a Woman — «Перекрёстки» — авторы: Макс Мартин, Рами Якуб и Dido                                                                            | • I’m Not a Girl, Not Yet a Woman — «Перекрёстки» — авторы: Макс Мартин, Рами Якуб и Dido                                                          | • I’m Not a Girl, Not Yet a Woman — «Перекрёстки» — авторы: Макс Мартин, Рами Якуб и Dido                                                          |
| Худшая песня к фильму             | • Overprotected — «Перекрёстки» — авторы: Макс Мартин и Рами Якуб                                       | | | |
| Худшая песня к фильму             | • Die Another Day — «Умри, но не сейчас» — авторы: Мадонна и Мирвэ Ахмадзай                             | | | |
| Глупейший фильм для тинейджеров   | • Чудаки / Jackass: The Movie (Paramount)                                                               | • Чудаки / Jackass: The Movie (Paramount) | • Чудаки / Jackass: The Movie (Paramount) | • Чудаки / Jackass: The Movie (Paramount) |
| Глупейший фильм для тинейджеров   | • Перекрёстки / Crossroads (Paramount)                                                                  | | | |
| Глупейший фильм для тинейджеров   | • Восемь безумных ночей / Eight Crazy Nights (Sony, Columbia)                                           | | | |
| Глупейший фильм для тинейджеров   | • Скуби-Ду / Scooby-Doo (Warner Bros.)                                                                  | | | |
| Глупейший фильм для тинейджеров   | • Три икса / xXx (Sony, Revolution)                                                                     | | | |